# Средоје Урошевић
Средоје Урошевић (Доња Трепча, код Чачка, 6. септембар 1917 — Београд, 13. фебруар 2007) био је учесник Народноослободилачке борбе, генерал-мајор ЈНА, друштвено-политички радник СР Србије и народни херој Југославије.

## Биографија
Рођен је 6. септембра 1917. године у селу Доња Трепча, код Чачка. Основну школу завршио је у родном месту, а четири разреда гимназије у Горњем Милановцу и Чачку. После мале матуре, ступио је у Учитељску школу у Ужицу, и завршио је 1938. године.
Прве појмове о Радничком покрету и комунизму добио је у током школовања, дружећи се са младим марксистима у Ужицу. У Учитељској школи у Ужицу учествовао је у политичким акцијама и демонстрацијама које су организовали комунисти. У илегалном ђачком кружоку, који је био под утицајем комуниста, изучавао је политичку економију, „Комунистички манифест“ и Лењинову „Државу и револуцију“. Његова генерација учитеља готово цела је учествовала у Народноослободилачкој борби, а неколико њих је проглашено неколико народне хероје Југославије (Желимир Ђурић Жељо, Дринка Павловић).
Пошто је властима од раније био познат као марксистички опредељен, после завршене Учитељске школе, добијао је најтежа места за службовање и често је премештан. Прво је службовао у селу Рестилици, у Горском срезу, на албанској граници, па у околини Тетова, у Македонији. У време службовања у околини Тетова, повезао се с тамошњом партијском организацијом и врло активно радио у Учитељском удружењу. У то време ванредно је студирао на Филозофском факултету у Скопљу. У месту службовања организовао је ђачку кухињу, у којој се сваког дана спремао ручак за педесет најсиромашнијих ђака његове школе.
Поред рада с ђацима активно је радио и са сељацима. Окупио је сељаке и покушао да с њима оснује књижницу у селу, што власти нису одобриле. Око 40 потписника-оснивача књижнице подвргнуто је саслушањима у жандармеријској станици, а Средоје је саслушаван у Среском начелству. Августа 1940. године примљен је у чланство Комунистичке партије Југославије (КПЈ).
У време напада сила Осовине на Краљевину Југославију, априла 1941. године, Средоје се нашао у родном селу. По налогу партијске организације, припремао је народ свога краја за устанак и организовао прикупљање оружја и муниције.

### Народноослободилачка борба
Јула 1941. године, заједно са групом добровољаца из свог и околних села, учествовао је у формирању Љубићког партизанског батаљона. Тада је постављен за командира једне чете. Убрзо потом, Љубићки батаљон је ушао у састав Чачанског партизанског одреда „Др Драгиша Мишовић“, који је формиран 12. јула 1941. на Стјенику, на планини Јелици, по одлуци Окружног комитета КПЈ за Чачак.
Са Чачанским партизаским одредом Средоје је учествовао у свим борбама током 1941. године, а нарочито се истакао у рушењу комуникација: Чачак–Лајковац, Чачак–Краљево, Чачак-Крагујевац; у разбијању краљевскоих општинских власти; уништењу жандармеријских посада; рушењу мостова у Овчарско-кабларској клисури, у борбама на Чемерници, код Прељине; нападу на ложионицу Љубић, и у ослобођењу Чачанског округа. За команданта Љубићког партизанског батаљона Чачанског партизанског одреда, постављен је после ослобођења Чачка, октобра 1941. године. С овим батаљоном се нарочито истакао у борбама око Краљева, око Горњег Милановца и у одбрани Чачка од четника. Учествовао је у преговорима са четницима, после опсаде Краљева, када је после неуспешних преговора био заробљен, по наредби Краљевског капетана Јована Дерока. После извесног времена, Дероко је ослободио партизане, да би мало касније погинуо у борби на Љубићу.
После тешких борби током Прве непријатељске офанзиве, Средоје се заједно са Љубићким батаљоном повукао у Санџак. Његов батаљон је 1. марта 1942. године, ушао у састав Друге пролетерске ударне бригаде, као њен Други батаљон. Овај батаљон је, под његовом командом, учествовао у борбама код села Борике и у другим борбама током Друге непријатељске офанзиве у источној Босни; код Фоче и у другим борбама токо Треће непријатељске офанзиве; код Пазарића и Крешева; у походу пролетерских бригада у Босанску крајину; у нападу на усташе у Купресу; у ослобођењу Мркоњић-Града; у разбијању немачких колона на Мањачи; у нападу на италијанско-четнички гарнизон у Босанском Грахову; у Книнској крајини, у ослобођењу Ливна и многим другим.
Крајем 1942. године, Средоје Урошевић је постављен за начелника Штаба Друге пролетерске ударне бригаде и, током Четврте и Пете непријатељске офанзиве, непрекидно био на тој дужности. Током битке на Неретви, ова бригада се истакла у нарочито тешким борбама око Посушја и Имотског; у Дрежници и Грабовцу (где је разбијен и италијански моторизовани батаљон); у бици за рањенике, код Прозора (где је разбијен немачки батаљон); у борбама код Калиновика (где су разбијени четници). Током битке на Сутјесци учествовао је у нарочито тешким борбама с Немцима код Фоче, на Вучеву, у долини Сутјеске, код Сухе, на Барама, Кошуру, у пробоју обруча на Зеленгори, а затим код Олова у источној Босни.
После Пете непријатељске офанзиве, постављен је за команданта Друге пролетерске ударне бригаде. Под његовом командом, бригада је водила борбе у Црној Гори и у три маха вршила упаде у Санџак и Србију. Нарочито се истакла у борби с Бугарима и четницима на Златибору, код Ивањице, Прибоја, Бијелог Поља, Кокин-Брода, код Варде, на Повлену и Тари, с Немцима код Пријепоља и у Андријевичкој операцији, поновном упаду у Србију и разбијању четника у рејону Копаоника.
Августа 1944. године постављен је за команданта Дуге пролетерске дивизије, која је, под његовом командом, ослободила: Крушевац, Краљево, Чачак и Ужице (16. децембра 1944), а половином јануара 1945. зауставила немачки продор на правцу Товарник–Илок, на Сремском фронту. Фебруара и марта 1945. дивизија се истакла у борбама против 22. немачке дивизије у источној Босни. У априлу је ослободила: Брчко, Грачаницу, Босански Шамац, форсирала Саву, ослободила Жупању, а на Бабиној Греди стављена је под непосредну команду Генералштаба Југословенске армије, због чишћења терена од заосталих четника.

### Послератни период
После ослобођења Југославије, од 1946. до 1948. је похађао и завршио Вишу војну академију „Ворошилов“ у Совјетском Савезу и обављао одговорне дужности у Југословенској народној армији (ЈНА). Био је наставник на Вишој војној академији ЈНА у Београду, од 1948. до 1954; командант дивизије у Скопљу, од 1954. до 1956; начелник Катедре Пешадијске официрске школе ЈНА у Сарајеву, од 1956. до 1958. године. Пензионисан је и произведен је у резерву 1958. године, у чину генерал-мајора ЈНА. У периоду од 1958. до 1963. године био је управник Архива Србије. У току рата је био већник АВНОЈ-а, а после превођења у резерву, биран је за посланика Скупштине Социјалистичке Републике Србије и посланика Савезне скупштине СФРЈ.
Године 1971. написао је књигу „Друга пролетерска бригада”.
Умро је 13. фебруара 2007. у Београду и сахрањен је у Алеји народних хероја на Новом гробљу у Београду.
Носилац је Партизанске споменице 1941. и других југословенских одликовања, међу којима су — Орден ратне заставе, Орден партизанске звезде првог реда, Орден братства и јединства првог реда, Орден партизанске звезде другог реда, Орден заслуга за народ другог реда и Орден за храброст. Од совјетских одликовања, истиче се Ордена Кутузова другог степена. Орденом народног хероја одликован је 27. новембра 1953. године.